# Студіум православного богослов'я
Студіум православного богослов’я (пол. Studium Teologii Prawosławnej) — теологічний навчальний заклад, заснований у 1925, підпорядкований Варшавському університету, діяв до 1939. 
Впродовж цих років Студіум підготував 318 богословів. Там працювали багато видатних православних науковців. Пов'язані з ним були зокрема митрополит Діонісій (Валединський) — керівник Студіуму, Миколай Арсеньєв, архимандрит Іларіон (Басдекас), архимандрит святий Григорій Перадзе, Олександр Лотоцький, Василь Біднов, Іван Огієнко, Михайло Зизикін. Деякі викладали також в університетах в Парижі, Оксфорді, Кенігсбергу, Берліні. Рецензували роботи видатних польських істориків та філософів. Студіум закінчили багато православних греків, румунів, болгар, які пізніше виконували відповідальні функції у Церкві у своїх країнах. Студіум видавав журнал «Elpis», який тепер продовжує Кафедра православної теології Університету в Білостоку.
Після ІІ світової війни не вдалося митрополитові Діонісію продовжити діяльність Студіуму у рамках заснованого у 1948 приватного Студіуму православного богослов’я при митрополичому соборі у Варшаві.
Від 1957 наступником Студіуму стала секція православного богослов’я Християнської богословської академії у Варшаві.